# EHC Illnau-Effretikon
Der Eishockeyclub Illnau-Effretikon (oft kurz EIE) ist ein Eishockey-Verein aus Illnau-Effretikon in der Schweiz. Er entstand 1966 aus der Fusion der beiden Vereine EHC Illnau und EHC Effretikon.

## Geschichte
1935 wurde der EHC Effretikon gegründet. 1937 gewann die Mannschaft die Zürcher Schülermeisterschaft, 1938 trat der Verein als einer der ersten Zürcher Landvereine dem Schweizerischen Eishockeyverband bei. 1937 wurde im benachbarten Dorf Illnau der EHC Illnau gegründet.
In der Saison 1938/39 trugen die Effretiker die ersten Freundschaftsspiele gegen die Grasshoppers, Winterthur und St. Gallen aus. In der Saison 1943/44 bereitete sich der EHC Effretikon in einem Trainingslager in Klosters auf die Saison vor und errang, ohne eigenes Eisfeld, dank Siegen über Fehraltorf, Winterthur, Veltheim und Enge, erstmals den Regional-Meistertitel der Serie B. Im März 1947 gewannen die Spieler des EHC Effretikon den Schweizer Meistertitel der Serie B, die Mannschaft bestand damals aus Hans Diener, Werner Pfister, Ruedi Werffeli, Carl Corrodi, Eugen Sommer, Stettbacher, Walter Bretscher, Walter Hess, Jakob Christen.
Im Winter 1949/50 wurde eine neue Spielfläche im Mülizenriet erbaut, die ab 1952 auch nachts beleuchtet werden konnte.
1963 stieg der EHC Effretikon in die 1. Liga auf. Drei Jahre später folgte die Fusion der beiden Eishockeyclubs Effretikon und Illnau zum Eishockeyclub Illnau-Effretikon (EIE) und spielte in den folgenden Jahren in der 1. Liga. 1971 folgte die Eröffnung der Kunsteisbahn Eselriet.
Im Februar 1987 endete die Zugehörigkeit des EIE zur 1. Liga, als der Verein zusammen mit dem EHC Schaffhausen in die 2. Liga abstieg. In den folgenden Jahren folgte mehrere Auf- und Abstiege zwischen 1. und 2. Liga, seit Ende der 1990er Jahre spielt der Verein dauerhaft in der 2. Liga.

## Frauen
Zwischen 1986 und 1996 existierte ein Frauenteam beim EHC Bülach, das als Höhepunkt seiner Geschichte 1991/92 den Schweizer Meistertitel gewann. 1996 wechselte die Mannschaft geschlossen zum EHC Illnau-Effretikon, nachdem der Bülacher Vereinsvorstand von jedem Vereinsmitglied eine Sonderabgabe von 500 Franken gefordert hatte. 2006 wurde das Frauenteam aufgelöst, nachdem viele Spielerinnen den Verein verlassen hatten.

## Bekannte ehemalige Spieler
| - Arnold Lörtscher „Noldi“ Lörtscher absolvierte über 248 Nationalliga-Spiele für Olten und Lugano. In dieser Zeit schaffte es Lörtscher auch in die Schweizer Eishockeynationalmannschaft. Mit dieser bestritt Lörtscher 89 Länderspiele und nahm an sechs Weltmeisterschaften teil. Nach seinem Rücktritt als Spieler wechselte Arnold Lörtscher ins Trainerlager. Olten Elite Junioren, dann Aarau und der SC Langenthal, sowie seit 2000 der EHC Olten, sind seine bisherigen Trainer-Stationen. | - Marcel Jenni Zum bislang erfolgreichsten ex-EIE-Spieler avancierte Marcel Jenni, der über den Grasshopper-Club Zürich als 18-jähriger Offensiv-Verteidiger in die NLB wechselte. Mit seinem späteren NLA-Klub Lugano wurde Jenni 1999 Schweizer Meister. Marcel 'Schöggi' Jenni bestritt insgesamt 315 NLA-Spiele, später spielte er für Färjestad BK in Schweden. Auch Jenni schaffte den Sprung in die Nationalmannschaft und absolvierte 141 Länderspiele und sieben Weltmeisterschaften. Sein grösster WM-Erfolg war der vierte Platz 1998. |
| - Viktor Stancescu, 470 NLA-Spiele mit Kloten. 1 WM-Teilnahme für die Schweiz - Melvin Nyffeler, bislang 349 NLA-Spiele mit ZSC, Fribourg-Gottéron, Kloten und Rapperswil-Jona. 1 WM-Teilnahme für die Schweiz - Nicolas Baechler, bislang 112 NLA-Spiele mit ZSC, 1 WM-Teilnahme für die Schweiz - Mike Künzle, bislang 625 NLA-Spiele mit ZSC, Biel und Zug - Daniel Weber, 273 NLA-Spiele mit Kloten und Herisau - Matthias Bächler, 262 NLA-Spiele mit ZSC, Fribourg-Gotteron, Kloten und Chur - Marc Haueter, 226 NLA-Spiele mit Rapperswil-Jona, ZSC und Chur - Michael Blaha, bislang 96 NLA-Spiele mit Kloten und Davos | - Kathrin Lehmann, 10 WM-Teilnahmen für die Schweiz - Christine Meier, 9 WM-Teilnahmen für die Schweiz - Sandra Cattaneo, 7 WM-Teilnahmen für die Schweiz - Daniela Diaz, 5 WM-Teilnahmen für die Schweiz - Alessia Baechler, bislang 4 WM-Teilnahmen für die Schweiz |
| - Marcel Sommer - Reto Züger - Marco Vögeli - Marco Thaler - Giorgio Giacomelli | - Dominic Nyffeler - Patrick Mäder - Roland Korsch - Pascal Lamprecht |